# Иомудский, Караш Николаевич
Караш Николаевич Иомудский (1 декабря 1907, с. Кара-Гуль, Красноводский уезд—1988) — советский гидрогеолог, лауреат Ленинской премии (1965). Член КПСС с 1947 года.

## Биография
Отец — подполковник Николай Николаевич Хан Иомудский (Караш-хан оглы Иомудский; 1868, Челекен — 1928, Кисловодск).
Учащийся Реутовского ФЗУ (1924—1925), рабочий Реутовской прядильной фабрики (1925—1926).
Окончил рабфак им. Свердлова в Москве (1930) и МГРИ им. Орджоникидзе (1935) по специальности «Инженер-гидрогеолог».
В 1935—1948 гг. на инженерных должностях в наркомате водного хозяйства Туркменской ССР.
В 1948—1964 гг. начальник, а затем главный инженер Северо-Западной Каракумской экспедиции. С 1964 г. директор Научно-исследовательского института геологии Академии наук Туркменской ССР (Ашхабад).
Лауреат Ленинской премии (1965) — за участие в сооружении Каракумского канала.

#### Сочинения
- Гидрогеологическая карта Туркменской ССР [Карты] / ред. К. Н. Иомудский, Г. Я. Рябчинский. — Б.м., 1964. — 2 л. : многокрас.
- Вопросы биостратиграфии и геологии полезных ископаемых Туркменистана [Текст] : [сборник статей] / редкол.: К. Н. Иомудский (гл. ред.) [и др.] ; М-во геологии СССР. Упр. геологии Совета Министров ТССР. Ин-т геологии. — Ашхабад : Ылым, 1973. — 172 с. : ил., карт.; 26 см.
- Проблемы геологии полезных ископаемых и формирования комплексных методов исследований [Текст] : Науч.-практ. разраб. элементов геол.-развед. процесса : [Сборник статей] / [Ред. коллегия: К. Н. Иомудский (гл. ред.) и др.] ; АН ТССР. М-во геологии СССР. Упр. геологии Совета Министров ТССР. Ин-т геологии. — Ашхабад : Ылым, 1972. — 244 с. : черт., карт.; 20 см.
- Гидрогеология СССР [Текст] / М-во геологии СССР. Всесоюз. науч.-исслед. ин-т гидрогеологии и инж. геологии «ВСЕГИНГЕО»… ; Глав. ред. А. В. Сидоренко. — Москва : Недра, 1966. — 27 см. Т. 38: Туркменская ССР / Авт. К. Н. Иомудский, Н. Г. Шевченко, Л. Г. Соколовский и др. ; Ред. Б. Б. Митгарц. — 1972. — 565 с. : черт., карт.